# Irena Haase
Irena Haase (ur. 10 sierpnia 1960 w Wilnie) – litewska polityk, prawniczka i samorządowiec, posłanka na Sejm Republiki Litewskiej.

## Życiorys
Ukończyła jedną ze stołecznych szkół średnich, a w 1987 studia prawnicze na Uniwersytecie Wileńskim. Do 2004 pracowała jako prawniczka w administracji rejonu szakowskiego. Następnie podjęła prywatną praktykę w zawodzie adwokata.
Działała w Litewskim Związku Więźniów Politycznych i Zesłańców, z którym w 2004 dołączyła do Związku Ojczyzny. W 2007, 2011 i 2015 wybierana na radną rejonu szakowskiego. W 2018 wystartowała w wyborach uzupełniających do Sejmu. Zwyciężyła w drugiej turze głosowania, pokonując w niej – próbującego odzyskać mandat poselski – Mindaugasa Bastysa. W 2020 utrzymała mandat deputowanej na kolejną kadencję.